# Hellmuth Mäder
Hellmuth Mäder (Rotterode, 5 luglio 1908 – Coblenza, 12 maggio 1984) è stato un generale tedesco durante la seconda guerra mondiale.

## Biografia
Hellmuth Mäder nacque a Rotterode il 5 luglio 1908. Entrò nella Wehrmacht dal 1936 e all'inizio della seconda guerra mondiale era un ufficiale di stato maggiore della 34. Infanterie-Division. All'inizio della campagna di Francia, il tenente guidò la 14° compagnia dell'Infanterie-Regiment 522. Nell'inverno del 1940, divenne il comandante del III° battaglione e durante le battaglie difensive dell'inverno tra il 1941 ed il 1942, fu insignito della Croce di Cavaliere della Croce di Ferro per il suo coraggio. Nel luglio 1942 fu nominato maggiore e comandante del suo reggimento. Nell'inverno tra il 1942 ed il 1943 il reggimento di Mäder fu circondato a Stalingrado e dopo pesanti combattimenti, fu gravemente ferito all'inizio del 1943; tuttavia riuscì a fuggire dalla sacca, ma nel mentre il suo reggimento fu distrutto nella battaglia di Stalingrado. Dopo la guarigione, fu trasferito nella riserva di comando finché non tornò al fronte nella primavera del 1944 come colonnello e comandante della Eingreifbrigade Narwa; con la sua unità riuscì più volte a fermare gli attacchi sovietici e i tentativi di sfondamento. Dopo essere stato nuovamente ferito, divenne comandante della scuola di armi dell'Heeresgruppe Nord. Dopo l'inizio dell'offensiva estiva russa nel 1944, combatté in un incrocio tra Riga e Königsberg, riuscendo a consentire alle unità tedesche di ritirarsi a sud; per questo ricevette la Croce di Cavaliere della Croce di Ferro delle Foglie di Quercia, il 27 agosto 1944. Nell'autunno del 1944, diventò comandante della 7. Panzer-Division. Alla fine di dicembre 1944, Mäder divenne comandante della Führer-Begleit-Brigade e la guidò nella battaglia delle Ardenne. Nel gennaio 1945 la brigata fu ampliata nella Panzergrenadier-Division Großdeutschland e Mäder fu promosso a Generalmajor. Dopo i pesanti combattimenti della sua divisione vicino a Lauban, Stettino e Vienna, ricevette la Croce di Cavaliere con Fronde di Quercia e Spade, il 18 aprile 1945. L'8 maggio Mäder e la sua divisione furono fatti prigionieri dagli americani, ma furono consegnati all'Armata Rossa; fu liberato dalla prigionia solo alla fine dell'inverno del 1955. Dopo il suo ritorno nella Repubblica Federale Tedesca, si unì alla neonata Bundeswehr come generale di brigata, dove dal 1956 comandò la scuola di fanteria di Hammelburg. Nel 1968 fu promosso Generalleutnant. Nel 1974 fu accusato di abuso di fiducia, a causa di irregolarità nella contabilità del servizio e nell'accettazione di tangenti per all'aggiudicazione di contratti per veicoli della Bundeswehr, fu condannato a due anni di prigione e privato del grado di Generalleutnant. Morì a Coblenza il 12 maggio 1984.